# Азбиевич, Иван Алексеевич
Иван Алексеевич Азбиевич (1 мая [14 мая] 1915 года — 6 декабря 1964 года) — советский военный лётчик-испытатель, инженер-полковник (1956), начальник лётной подготовки Центра подготовки космонавтов, организатор лётной подготовки первых советских космонавтов.

## Биография
Родился 1 мая [14 мая] 1915 года в станице Днепровской, Кубанской области.
В 1933 году окончил рабочий факультет и с 1934 по 1936 год обучался в Краснодарском институте масло-маргариновой промышленности. С 1936 года был призван в ряды РККА и направлен для обучения в Сталинградское военно-авиационное училище лётчиков, по окончании которого с 1938 по 1940 год служил в должности инструктора в этом училище. С 1940 по 1944 год обучался в Военно-воздушной инженерной академии имени Н. Е. Жуковского, стажировку проходил на фронтах Великой Отечественной войны.
С 1944 года — лётчик-испытатель, с 1959 по 1961 год — старший лётчик-испытатель и инспектор по лётной и испытательной работе ГНИИ ВВС. В 1952 году И. А. Азбиевичу была присвоена квалификация — военный лётчик-испытатель 1-го класса, а в 1956 году Приказом Министра обороны СССР было присвоено воинское звание инженер-полковник. В 1953 году И. А. Азбиевич принимал участие в испытаниях одного из первых советских самолётов с реактивным двигателем, реактивного фронтового бомбардировщика — Ил-28, носителя тактического ядерного оружия и опытного учебно-тренировочного бомбардировщика Як-200, а в 1958 году в испытаниях среднемагистральный пассажирского самолёта Ан-10.
22 февраля 1952 года Указом Президиума Верховного Совета СССР «За вклад в испытания новой авиационной техники» И. А. Азбиевич был награждён Орденом Ленина.
С 1961 по 1963 год — начальник лётной подготовки и заместитель начальника Центра подготовки космонавтов. По воспоминаниям Заслуженного лётчика-испытателя СССР, Героя Советского Союза  М. Л. Галлая: 

…Иван Алексеевич Азбиевич был следующим из собственных инструкторов-методистов ЦПК. Он был знаком мне как лётчик-испытатель, работавший на одном из соседних аэродромов. Однажды мы с ним прожили недели две в одной палате, проходя стационарное медицинское обследование, которому неминуемо подвергаются лётчики, достигшие такого возраста, когда уже не медицинская комиссия должна, если найдёт криминалы в их здоровье, доказывать им, что они больше не могут летать, а, наоборот, сами «перезрелые» лётчики должны доказать комиссии, что ещё могут летать. В тот раз это удалось и Азбиевичу, и мне. Но, по жестоким законам природы, удалось не очень надолго. Во всяком случае, когда мы вновь встретились при подготовке первых космонавтов, то вдобавок к своим лётно-испытательским званиям оба уже обрели, как пишут шахматные обозреватели, неприятную приставку «экс». Но я рад был убедиться, что мой коллега не закис «на заслуженном отдыхе», а вновь нашёл себя в новом, интересном, значительном, имеющем большое будущее деле
И. А. Азбиевич внёс большой вклад в лётную подготовку первых советских космонавтов, с 1961 по 1962 год во время подготовки к пускам первых космических кораблей Восток находился на космодроме Байконур и занимался организацией подготовки космонавтов на технических и стартовых позициях в предстартовые и стартовые дни. 17 июня 1961 года Указом Президиума Верховного Совета СССР
«За успешное выполнение специального задания Правительства по созданию 
образцов ракетной техники, космического корабля-спутника «Восток» и осуществление первого в мире полета этого корабля с человеком на борту» И. А. Азбиевич был награждён Орденом Красной Звезды.
По словам заслуженного штурмана испытателя СССР Н. С. Зацепы об Азбиевиче: 

Это был симпатичнейший, всесторонне эрудированный инженер летчик-испытатель. Прекраснейший товарищ. На него можно было положиться, как на самого себя. Выше среднего роста, немного седой, подвижный, с молодцеватой, уверенной походкой. Стоило на него посмотреть раз, чтобы абсолютно увероваться в добропорядочности стоявшего перед вами человека. Все, что он умел и знал, он без остатка отдавал любимой испытательной работе и своим товарищам…
Скончался 6 декабря 1964 года в Щёлково, похоронен на Гребенском кладбище.

## Награды
Основной источник:
- Орден Ленина (22.02.1952)
- Красного Знамени (30.12.1956)
- два ордена Красной Звезды (19.11.1951, 17.06.1961)
- «За боевые заслуги» (5.11.1946)
- Медаль «За победу над Германией в Великой Отечественной войне 1941—1945 гг.» (09.05.1945)